# Peromyscus polionotus
Il topo costiero o topo delle dune (Peromyscus polionotus (Wagner, 1843)) è un roditore della famiglia dei Cricetidi, diffuso nel sud-est degli Stati Uniti.

## Distribuzione e habitat
Questa specie è diffusa negli Stati Uniti meridionali (Alabama, Tennessee, Carolina del Sud, Mississippi, Georgia e Florida).
L'habitat naturale di questo roditore è all'interno delle dune di sabbia presenti lungo la costa, si nutre di insetti e semi ed è particolarmente importante per la catena alimentare dell'ambiente in cui vive essendo fonte di cibo per serpenti e gufi.

## Sottospecie
- Peromyscus polionotus allophrys
- Peromyscus polionotus ammobates
- Peromyscus polionotus decoloratus - estinto (1959)
- Peromyscus polionotus leucocephalus
- Peromyscus polionotus niveiventris
- Peromyscus polionotus peninsularis
- Peromyscus polionotus phasma
- Peromyscus polionotus trissyllepsis